# Lijst van rijksmonumenten in Spaarndam-West
De plaats Spaarndam-West in de gemeente Haarlem telt 33 inschrijvingen in het rijksmonumentenregister. Hieronder een overzicht.
| Object                                                                          | Oorspronkelijke functie?  | Bouwjaar        | Architect | Locatie                      | Coördinaten?                  | Nr.?   | Afbeelding                                                                      |
| ------------------------------------------------------------------------------- | ------------------------- | --------------- | --------- | ---------------------------- | ----------------------------- | ------ | ------------------------------------------------------------------------------- |
| Gewit pand zonder verdieping met schilddak, gedekt met pannen                   | Woonhuis                  | begin 19e eeuw  |           | Visserseinde 49              | 52° 24' 57" NB, 4° 40' 34" OL | 19807  | Meer afbeeldingen                                                               |
| Kleine Haarlemmersluis                                                          | Waterkering en -doorlaat  | 1519            |           | Visserseinde bij 47          | 52° 24' 51" NB, 4° 40' 40" OL | 19808  | Meer afbeeldingen                                                               |
| Oude Kerk                                                                       | Kerk en kerkonderdeel     | 1627            |           | Kerkplein 3                  | 52° 24' 40" NB, 4° 40' 32" OL | 19877  | Meer afbeeldingen                                                               |
| Pand met gepleisterde lijstgevel                                                | Woonhuis                  |                 |           | Oostkolk 3                   | 52° 24' 51" NB, 4° 40' 40" OL | 19878  | Meer afbeeldingen                                                               |
| Pand met gepleisterde tuitgevel                                                 | Woonhuis                  | 18e eeuw        |           | Oostkolk 5                   | 52° 24' 51" NB, 4° 40' 40" OL | 19879  | Meer afbeeldingen                                                               |
| Pand met lage gevel met rechte kroonlijst en erker                              | Woonhuis                  | 18e eeuw        |           | Oostkolk 11                  | 52° 24' 50" NB, 4° 40' 40" OL | 19880  | Meer afbeeldingen                                                               |
| Pand met gepleisterde lijstgevel                                                | Woonhuis                  | 18e eeuw        |           | Oostkolk 13                  | 52° 24' 50" NB, 4° 40' 40" OL | 19881  | Meer afbeeldingen                                                               |
| Gepleisterd pand zonder verdieping                                              | Woonhuis                  | 17e of 18e eeuw |           | Visserseinde 49              | 52° 24' 57" NB, 4° 40' 34" OL | 19883  | Meer afbeeldingen                                                               |
| Pand met gevel met rechte kroonlijst                                            | Woonhuis                  |                 |           | Visserseinde 63-65           | 52° 24' 58" NB, 4° 40' 34" OL | 19884  | Meer afbeeldingen                                                               |
| Pand met gepleisterde gevel met rechte daklijst                                 | Werk-woonhuis             | 18e eeuw        |           | Westkolk 2                   | 52° 24' 52" NB, 4° 40' 39" OL | 19885  | Meer afbeeldingen                                                               |
| Pand met gepleisterde gevel met rechte daklijst                                 | Woonhuis                  | 18e eeuw        |           | Westkolk 8                   | 52° 24' 51" NB, 4° 40' 39" OL | 19886  | Meer afbeeldingen                                                               |
| Pand met gepleisterde gevel met rechte daklijst                                 | Werk-woonhuis             | 18e eeuw        |           | Westkolk 10                  | 52° 24' 51" NB, 4° 40' 39" OL | 19887  | Meer afbeeldingen                                                               |
| Pand met tuitgevel                                                              | Woonhuis                  | 18e eeuw        |           | Westkolk 12                  | 52° 24' 51" NB, 4° 40' 39" OL | 19888  | Meer afbeeldingen                                                               |
| Pand met gevel met rechte kroonlijst                                            | Woonhuis                  | 18e eeuw        |           | Westkolk 22                  | 52° 24' 51" NB, 4° 40' 38" OL | 19889  | Meer afbeeldingen                                                               |
| Pand met gevel met rechte kroonlijst                                            | Woonhuis                  | 18e eeuw        |           | Westkolk 24                  | 52° 24' 50" NB, 4° 40' 38" OL | 19890  | Meer afbeeldingen                                                               |
| Pand met gevel met rechte kroonlijst                                            | Woonhuis                  | 18e eeuw        |           | Westkolk 26                  | 52° 24' 50" NB, 4° 40' 38" OL | 19891  | Meer afbeeldingen                                                               |
| Pand met tuitgevel                                                              | Woonhuis                  | 18e eeuw        |           | Westkolk 28                  | 52° 24' 50" NB, 4° 40' 38" OL | 19892  | Meer afbeeldingen                                                               |
| Pand met gepleisterde tuitgevel                                                 | Woonhuis                  | 18e eeuw        |           | Westkolk 30                  | 52° 24' 50" NB, 4° 40' 38" OL | 19893  | Meer afbeeldingen                                                               |
| Pand met gepleisterde tuitgevel                                                 | Woonhuis                  | 18e eeuw        |           | Westkolk 32                  | 52° 24' 50" NB, 4° 40' 37" OL | 19894  | Meer afbeeldingen                                                               |
| Pand met gepleisterde lijstgevel                                                | Woonhuis                  | 18e eeuw        |           | Westkolk 34                  | 52° 24' 50" NB, 4° 40' 37" OL | 19895  | Meer afbeeldingen                                                               |
| Pand met gepleisterde lijstgevel                                                | Woonhuis                  | 19e eeuw        |           | Westkolk 42                  | 52° 24' 49" NB, 4° 40' 37" OL | 19896  | Pand met gepleisterde lijstgevel                                                |
| Pand met gepleisterde lijstgevel                                                | Werk-woonhuis             | 18e eeuw        |           | Westkolk 48                  | 52° 24' 49" NB, 4° 40' 38" OL | 19897  | Meer afbeeldingen                                                               |
| Pand met gepleisterde lijstgevel                                                | Woonhuis                  | 18e eeuw        |           | Westkolk 50                  | 52° 24' 49" NB, 4° 40' 38" OL | 19898  | Meer afbeeldingen                                                               |
| Pand met lijstgevel                                                             | Woonhuis                  | midden 19e eeuw |           | Westkolk 52                  | 52° 24' 49" NB, 4° 40' 38" OL | 19899  | Meer afbeeldingen                                                               |
| Pand met lijstgevel                                                             | Werk-woonhuis             | midden 19e eeuw |           | Westkolk 54                  | 52° 24' 48" NB, 4° 40' 39" OL | 19900  | Meer afbeeldingen                                                               |
| Pand met lijstgevel                                                             | Woonhuis                  | 18e eeuw        |           | Westkolk 56                  | 52° 24' 48" NB, 4° 40' 39" OL | 19901  | Meer afbeeldingen                                                               |
| Pand met geveltje met rechte daklijst                                           | Woonhuis                  | 18e eeuw        |           | IJdijk 15                    | 52° 24' 49" NB, 4° 40' 43" OL | 19902  | Pand met geveltje met rechte daklijst                                           |
| Pand met geveltje met rechte daklijst                                           | Woonhuis                  | 17e eeuw        |           | Taanplaats 8                 | 52° 24' 49" NB, 4° 40' 42" OL | 19903  | Upload foto                                                                     |
| Pand met gepleisterde topgevel                                                  | Woonhuis                  | 17e eeuw        |           | IJdijk 33                    | 52° 24' 50" NB, 4° 40' 41" OL | 19904  | Pand met gepleisterde topgevel                                                  |
| Pand met gepleisterde gevel met rechte kroonlijst en delen van een uithangteken | Woonhuis                  |                 |           | IJdijk 35                    | 52° 24' 50" NB, 4° 40' 41" OL | 19905  | Pand met gepleisterde gevel met rechte kroonlijst en delen van een uithangteken |
| Pand met gepleisterde topgevel                                                  | Werk-woonhuis             | 18e eeuw        |           | IJdijk 45                    | 52° 24' 51" NB, 4° 40' 40" OL | 19906  | Pand met gepleisterde topgevel                                                  |
| Pand met gepleisterde topgevel                                                  | Woonhuis                  | 18e eeuw        |           | IJdijk 47                    | 52° 24' 51" NB, 4° 40' 40" OL | 19907  | Pand met gepleisterde topgevel                                                  |
| Kolksluis                                                                       | Waterkering en -doorlaat  | 1280            |           | IJdijk / Oostkolk / Westkolk | 52° 24' 49" NB, 4° 40' 44" OL | 19908  | Meer afbeeldingen                                                               |
| Muziektent                                                                      | Welzijn, kunst en cultuur | 1924            |           | Westkolk tegenover 34        | 52° 24' 49" NB, 4° 40' 38" OL | 513404 | Meer afbeeldingen                                                               |